# Fittonia
Fittonia là chi thực vật có hoa trong họ Acanthaceae.

## Hình ảnh

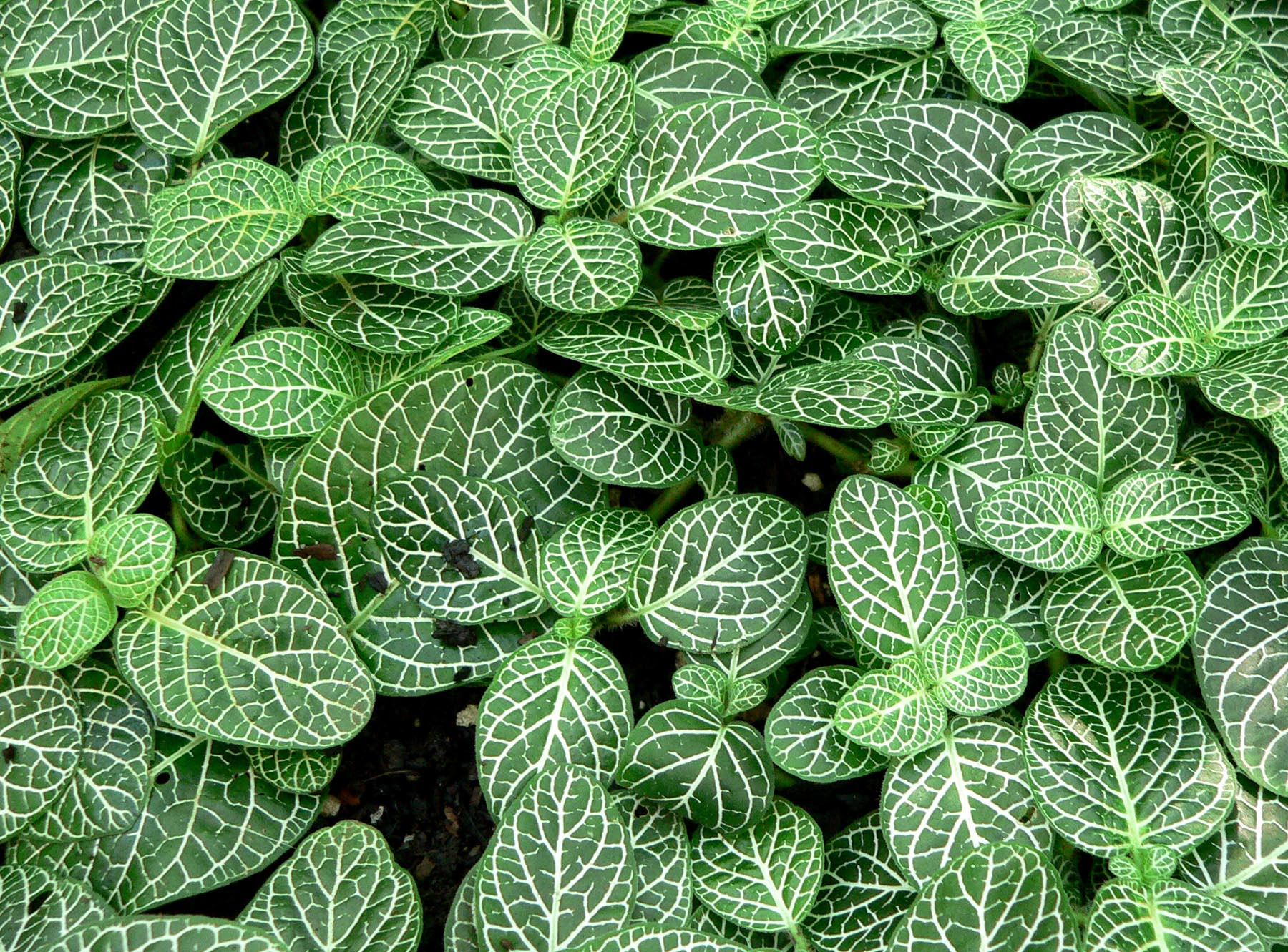
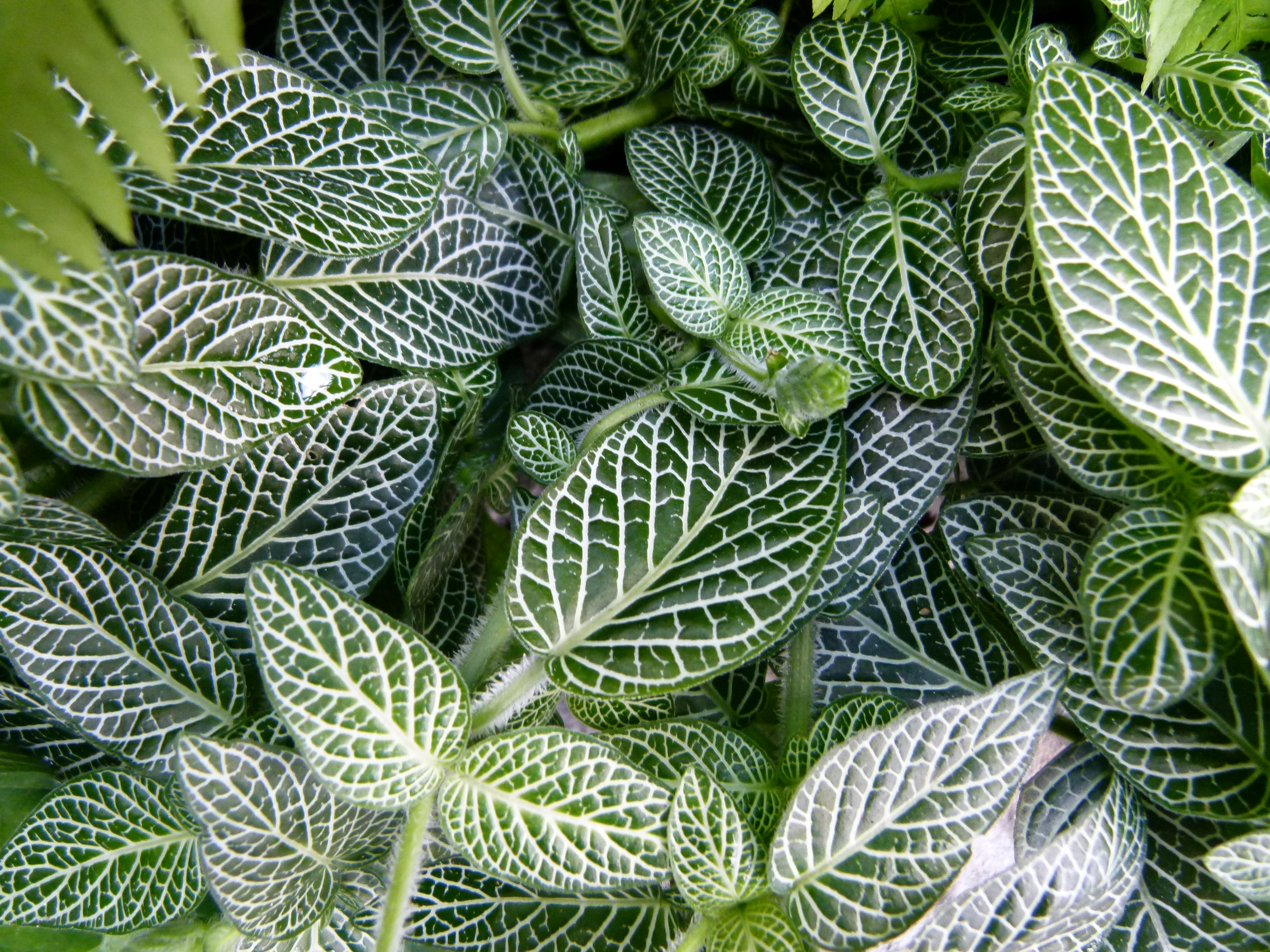
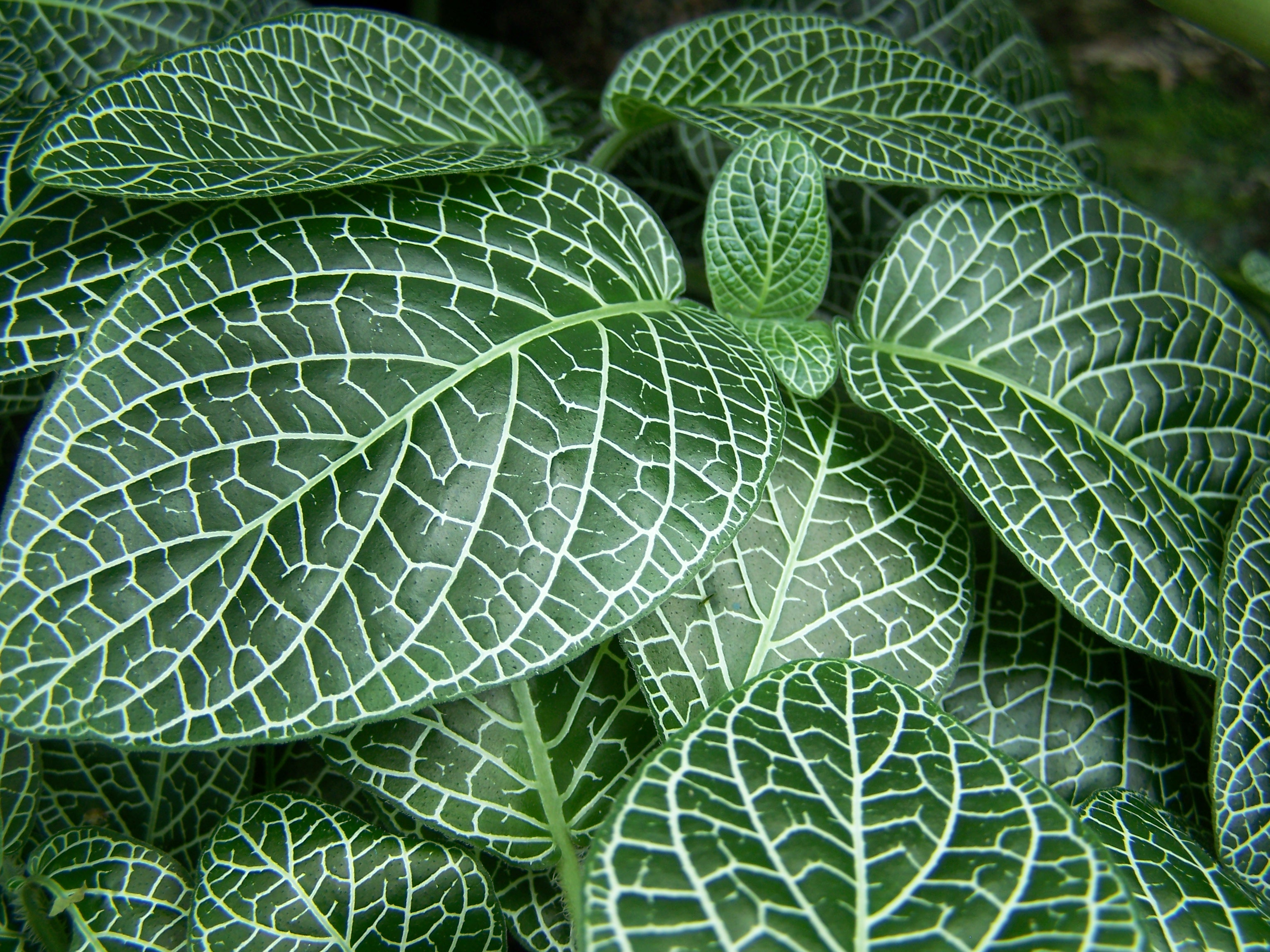